# Arthur Krasilnikoff
Arthur Krasilnikoff (12. juni 1941 i Ringsted – 12. september 2012) var en dansk forfatter.
Krasilnikoff blev student fra Herlufsholm Kostskole i 1960 og fik sin debut i 1966 med novellesamlingen Skyggehunde. I 1970 blev han uddannet filminstruktør fra Den Danske Filmskole, men fortsatte sin forfattervirksomhed. Han har fået talrige anerkendelser, legetater m.v. gennem tiderne, blandt andet mange engangsydelser fra Statens Kunstfond og siden 1998 fondens livslange ydelse.